# Сааре
Сааре (на естонски: Saare maakond, Сааре мааконд) е област в западна Естония с площ 2673 кв. км. Административен център е град Куресааре.

## Население
- 35 076 души (2006 г.)
- 33 108 души (по приблизителна оценка към 1 януари 2019 г.)[3]

## Етнически състав
- 98%-естонци
- 1,2%-руснаци
- 0,1%-украинци
- 0,1%-фини
- 0,6%-други